# کژتسکو
کژتسکو (به لهستانی:  Krzecko) یک روستا در لهستان است که در گمینا سواووبوژه واقع شده‌است.